# Matuzalém
Francelino da Silva (* 10. června 1980), známý také jako Matuzalém, je bývalý brazilský fotbalový záložník a mládežnický reprezentant, naposledy hrající nižší italskou ligu za klub Monterosi Tuscia FC.